# 온양 이씨
온양 이씨(溫陽李氏)는 충청남도 아산시 온양동를 본관으로 하는 한국의 성씨이다. 

## 역사
옥천군수 이흥서(李興瑞)가 임진왜란 때 전사했으며 며칠 뒤 그의 아내도 병사해 생후 6개월 된 그의 아들 이해(李海)는 외가에서 자라 이전의 선대를 모르고 살았다. 손자 이만립(李萬立)이 《난중일기》를 통해 본인의 할아버지가 이흥서(李興瑞)인 것을 알았으나 본래의 본관을 알 수가 없어 온양을 본관으로 했다.

## 참고 자료
- “온양이씨(溫陽李氏)”. 뿌리를 찾아서.[깨진 링크(과거 내용 찾기)]